# La giáng trưởng
La giáng trưởng là một cung thể trưởng dựa trên nốt La giáng, bao gồm các nốt nhạc sau La giáng, Si giáng, Đô, Rê giáng, Mi giáng, Fa, Sol và La giáng. Bộ khóa của nó có 4 dấu giáng.
Cung thể tương đương (relative key) với nó là cung Fa thứ và cung thể cùng bậc (parallel key) với nó là cung La giáng thứ. Cung này thường gợi cho ta cảm xúc về sự thanh bình, thường xuyên được Franz Schubert sử dụng. Hai mươi tư bản nhạc cho đàn piano của Frédéric Chopin sử dụng La giáng trưởng thường xuyên hơn bất kỳ cung thể nào khác.
Beethoven cũng thường sử dụng La giáng trưởng như là một sự vận động chậm rãi tiếp theo sau cung Đô thứ, Anton Bruckner cũng đã thử bắt chước, sử dụng cung này cho hai bản giao hưởng đầu tiên viết ở cung Đô thứ và Antonín Dvořák cũng đã sử dụng cho bản giao hưởng cung Đô thứ duy nhất của ông.
Bản The Star-Spangled Banner cũng có nhiều đoạn viết ở cung La giáng trưởng và những ca sĩ chuyên nghiệp thường mong muốn được hát nó trước khán giả với giọng La giáng trưởng hoặc Si giáng trưởng.
Bản Giao hưởng số 1 ở cung La giáng trưởng của Edward Elgar là bản giao hưởng duy nhất ở cung này được viết đúng tiêu chuẩn cho dàn nhạc giao hưởng chơi.

## Một số bài hát nổi tiếng sử dụng cung này
- Maple Leaf Rag - Scott Joplin
- In the Mood - Glenn Miller
- Poetry in Motion - Johnny Tillotson
- Flying Without Wings - Westlife
- Goodbye Stranger - Supertramp
- American Idiot - Green Day
- Macarena - Los Del Rio
- All I Want Is You - U2
- We Like to Party - Vengaboys
- All You Wanted - Michelle Branch
- Goodbye to You - Michelle Branch
- Satellite - Dave Matthews Band
- Proudest Monkey - Dave Matthews Band
- Black Hole Sun - Soundgarden
- Heart-Shaped Box - Nirvana
- He's a Pirate - Blake Neely
- Donna Lee - Miles Davis
- Buddy Holly - Weezer